# النهضة النووية في الولايات المتحدة

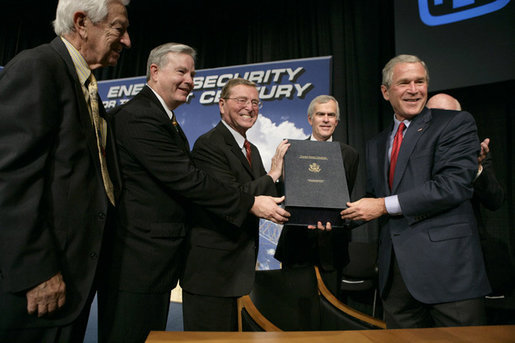
احتفال جورج دبليو بوش أثناء التوقيع على قانون سياسة الطاقة لعام 2005 الذي قدم حوافز لبناء مفاعل نووي أمريكي بما في ذلك دعم تجاوز التكاليف بما يصل إلى ملياري دولار لستة محطات نووية جديدة.

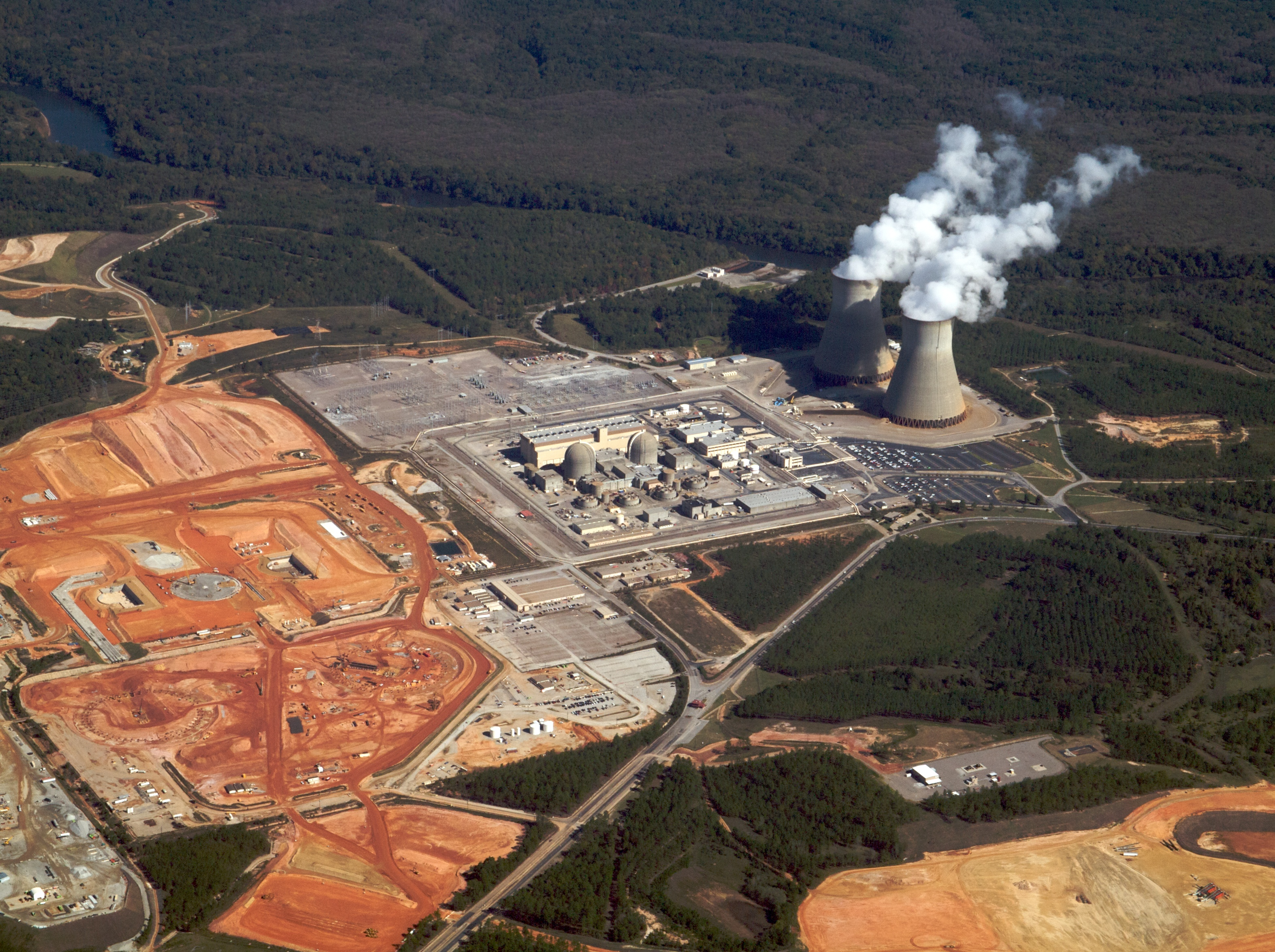
بناء اثنين من المفاعلات في عام 2011 منAP1000

النهضة النووية في الولايات المتحدة بين عامي 2007 و 2009 تقدمت 13 شركة بطلب إلى هيئة التنظيم النووي للحصول على تراخيص البناء والتشغيل لبناء 31 مفاعل جديد للطاقة النووية في الولايات المتحدة. ومع ذلك فقد تعطلت قضية بناء محطات نووية واسعة النطاق بسبب الغاز الطبيعي غير المكلف وبطئ نمو الطلب على الكهرباء في الاقتصاد الأمريكي الضعيف ونقص التمويل والمخاوف المتعلقة بالسلامة بعد كارثة فوكوشيما النووية في عام 2011.

## نبذة
تم إلغاء معظم المفاعلات المقترحة البالغ عددها 31 مفاعل وتم إنشاء مفاعلين فقط في أغسطس 2017. في عام 2013 تم إغلاق أربعة مفاعلات بشكل دائم وهي:
- محطة سان أونوفري للطاقة النووية
- محطة فيرمونت يانكي للطاقة النووية
- محطة كريستال ريفر 3 للطاقة النووية
- محطة كيووني للطاقة النووية

في مارس 2017 تقدمت آخر شركة نووية جديدة باقية مقرها الولايات المتحدة وهي شركة وستنجهاوس إليكتريك بطلب الإفلاس بموجب الفصل 11 بسبب خسائر بلغت قيمتها 9 مليارات دولار أمريكي من مشاريع البناء النووية الأمريكية.
في وقت لاحق من ذلك العام تم بناء مفاعلين بتصميم AP1000 وتم إلغائه بسبب التأخير وتجاوز التكاليف مما أثار تساؤلات حول مستقبل المفاعلين الأمريكيين المتبقيين قيد الإنشاء حاليًا نظرًا لأنهما أيضًا من تصميمAP1000.